# Dhofar

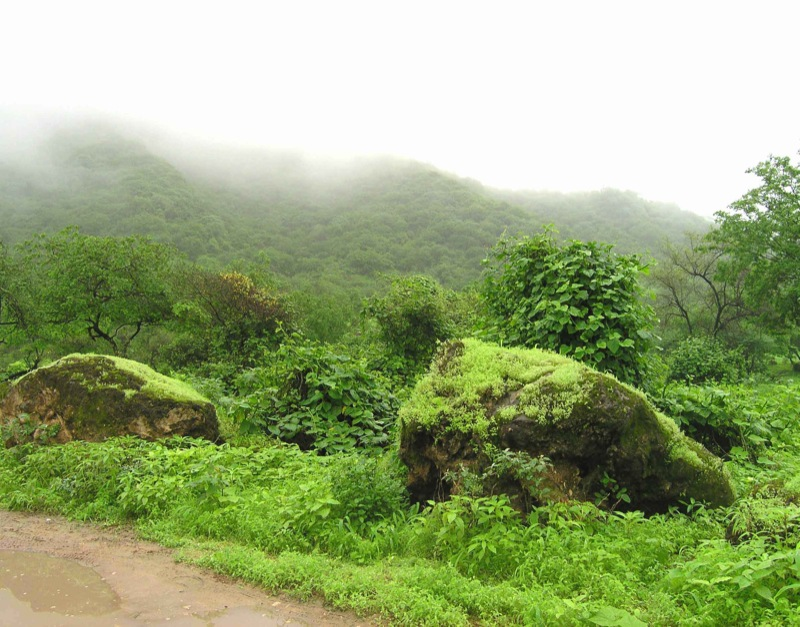
Montagnes entourant Salalah en période de mousson dans la brume.

Dhofar (arabe ظفار Ẓufār) est la région sud du sultanat d'Oman, à la frontière entre Oman et le Yémen, avec pour capitale Salalah.
Ce gouvernorat a une superficie de 99 300 km2, et une population en 1965 de 40 000 habitants (pour un total de 750 000 Omanais). Au recensement de 2003, la population est de 215 960 habitants. En 2010, il compte 249 401 habitants.
La zone est stratégique en raison de son opposition historique au pouvoir du Sultan. Le Dhofar fait partie du sultanat d'Oman depuis 1970 et la fin de la guerre du Dhofar. Les frontières du territoire furent établies par les Britanniques, en 1891. La carte géographique présente le Dhofar comme un quasi carré.

## Géographie
Le Dhofar bénéficie de conditions climatiques exceptionnelles pour la région, grâce à la mousson venue d'Inde au cours de l'été. La mousson touche surtout les côtes et la région montagneuse du sud-ouest. Pour le reste, au moins 3/4 du Dhofar est désertique, et constitué principalement du désert du Rub al-Khali, surtout au nord-est.
Les récifs du Dhofar s'épanouissent tels des jardins de corail en hiver et des forêts d'algues en été. Cette alternance écologique s'explique par l'arrivée de l'automne durant lequel arrive la mousson du sud-ouest, qui provoque le long du littoral une remontée d'eau froide, riche en substances nutritives. Les algues, en sommeil pendant les mois chauds, réagissent à ces conditions plus fraîches, par une poussée de croissance luxuriante, tapissant les récifs de frondes vertes, rouges ou dorées.
Le nord et l'est du territoire sont constitués du désert du Rub al-Khali, étendue qui constitue 60 % du territoire du Dhofar. Le centre est aride, et seuls le sud, et le sud-est, avec les côtes, bénéficient d'un climat plus arrosé, avec une période de mousson, venue d'Inde.

## Subdivisions administratives
Le gouvernorat du Dhofar compte dix wilayats :
- Al-Mazouna (intérieur, frontière yéménite, altitude : 500 m), depuis octobre 2006, 6 000 habitants,
  - Qala, Shibith,
  - ville morte de Hanoun, réserve naturelle du Ouadi Daouka ;
- Dhalkout (côte ouest, 130 km de Salalah, frontière yéménite), Sarfayt, Haouf, Erdit, 4 000 habitants ;
- Mirbat (70 km est), Salalah Marriott Resort, Bin Ali Tombs (20 000 habitants) ;
- Moukchin (intérieur nord) : Ghaftain, Marsaoudad, Qatbit, Al Houfrah al Janoubiyah (moins de 1 000 habitants) ;
- Rakhiout (côte ouest, 150 km) : Arlit, Aydam, Fizayah (6 000 habitants), gorge tortueuse du Ouadi Afaoui, puis route infernale ;
- Sadah (150 km est), Djebel Samhan (6 000 habitants), djebel Samhan, crique, puis Hasik, future villégiature ;
- Salalah (200 000 habitants) ;
- Chalim (7 000 habitants pour la wilaya) ;
  - Amal, Marmoul, Chou'aymiah, Fararah, Miji, Charbithat,
  - Fadhi, Qanaout, Mouqasarit, Hasik,
  - les îles Hallaniyat (Kuria Muria Islands) : Gharzaut, Al Qibiliya, Al Hallaniya, As Saouda, Al Hasikiyah,
- Taqah (côte est, de Salalah) : Sibr, Jibjaat, Fayraq, Taoui Atair (22 000 habitants), Khor Rori, Ouadi Darbat, gouffre de Teiq :
- Thoumrayt, Thamarit (intérieur, 80 km), 12 000 habitants, Thoumrayt Hôtel :
  - Thoumrayt, Hayla, Borj, Machadid, Ayum, Thoumrayt Air Base,
  - Rahab, Barbazoum,
  - Ouadi Daouqah (encens, site Unesco), Chisur (Oubar redécouverte en 1992, site Unesco), Fasad, Mitan, Chouayt
  - Moudhay / Moudayy, Aybout, Aydim, Habarout.